# Rödörad markatta
Rödörad markatta (Cercopithecus erythrotis) är en primat i släktet markattor som förekommer i västra centrala Afrika.

## Beskrivning
Pälsens grundfärg är på ryggen gråbrun och på buken ljusare, ibland vitaktig. Ansiktet är blåaktig och kännetecknas av ett vitgult skägg vid kinden samt av en röd näsa och röda öron. Vuxna individer når en kroppslängd mellan 40 och 60 cm (utan svans) samt en vikt mellan 3 och 6,5 kg. Hannar är större än honor.
Arten förekommer i centrala Afrika. Utbredningsområdet sträcker sig över Nigerias södra och östra delar samt över sydvästra Kamerun. Den lever även på ön Bioko som tillhör Ekvatorialguinea. Habitatet utgörs främst av låglänta skogar.
Individerna är främst aktiva på dagen och vistas vanligen i träd. De bildar flockar med 4 till 35 medlemmar som består av en hanne, flera honor och deras ungar. De äter huvudsakligen frukter men har även andra växtdelar som blad och unga växtskott samt insekter som föda.
Nästan ingenting är känt om fortplantningssättet men det antas att det liknar andra markattors. Andra markattor är dräktiga i 5 till 6 månader.
Rödörad markatta hotas av skogsavverkningar samt av andra förstöringar av levnadsområdet. Den jagas även för köttets skull. IUCN listar arten som sårbar (vulnerable).